# У Дантових руках
«У Дантових руках» (англ. In the Hand of Dante) — майбутній американсько-італійський драматичний фільм, сценаристом та режисером якого є Джуліан Шнабель. Стрічка заснована на однойменному романі Ніка Тошеса. У головних ролях — Оскар Айзек, Джейсон Момоа, Джерард Батлер та Галь Гадот. Виконавчий продюсер — Мартін Скорсезе.

## Сюжет
Письменник Нік Тошес дізнається, що у Нью-Йорку з'явився рукопис «Божественної комедії» Данте, викрадений із Ватикану. Не бажаючи втрачати раптової нагоди, Нік вирішує спробувати дослідити походження рукописа.

## В ролях
- Оскар Айзек — Нік Тошес / Данте Аліг'єрі
- Джейсон Момоа
- Джерард Батлер
- Галь Гадот — Джульєтта / Джемма
- Сабріна Імпаччіаторе
- Франко Неро
- Фортунато Черліно
- Лоренцо Зурзоло
- Луїс Канселмі — Лівш / Гвідо да Полента
- Аль Пачіно
- Джон Малкович
- Бенджамін Клементайн
- Клаудіо Сантамарія
- Гвідо Капріно
- Паоло Боначеллі
- Дора Романо
- Дюк Ніколсон
- Мартін Скорсезе

## Зйомки
Про наміри Джонні Деппа зіграти головну роль в екранізації романа Ніка Тошеса було заявлено у грудні 2008. Продюсерська компанія «Infinitum Nihil» придбала права на роман. Із режисером визначилися у липні 2011-го – ним став Джуліан Шнабель. Вереснем 2023-го стало відомо, що замість Джона Деппа головну роль зіграє Оскар Айзек. У жовтні 2023-го до акторського складу долучилися Джейсон Момоа, Джерард Батлер та Галь Гадот. Мартін Скорсезе виступив виконавчим продюсером. У листопаді 2023-го оголосили про долучення до зйомок Аль Пачіно, Джона Малковича, Бенджаміна Клементайна, Луї Канчелмі, Сабріни Імпакчіаторе, Франко Неро, Клаудіо Сантамарії, Гвідо Капріно, Паоло Боначеллі та Дори Романо.
Основні зйомки розпочалися у жовтні 2023 року в Італії.

## Випуск
Прем'єра відбулася на 82-му Венеційському кінофестивалі.